# مرجح

المرجح بين جسمي بلوتو–قمر شارون وفق نيو هورايزونز

المرجح أو مركز الأبعاد المتناسبة (بالإنجليزية: barycenter)‏، في الهندسة مركز الثقل لجسمين أو أكثر يدوران أو تدور حول بعضها البعض. أو النقطة التي يدوران حولها. ويمكن حساب المسافة بين مركز الثقل لكل جسم وتلك النقطة باستخدام مسألة جسمين.
وهي نقطة يكون المجموع الشعاعي (المتجهي) بين نقط موزونة غير منعدم ويكون متناسبا مع وزنها بشرط ألا يكون المجموع الجبري للأوزان كلها معدوماً.

## مرجح نقطتين

### العلاقة الشعاعية (المتجهية)
لتكن لدينا النقطتان A و B في جملة إحداثيات، وليكن x و y وزن كل منهما، على الترتيب، بحيث لا يساوي المجموع x+y الصفر.
نقول عن G إنه مرجح للنقطتين الموزونتين (A,x) و (B,y) إذا تحقق:
{\displaystyle x{\overrightarrow {GA}}+y{\overrightarrow {GB}}={\vec {0}}}

## معرض صور

صور توضيحية:
- جسمين لهما نفس الكتلة يدوران حول مرجح
- جسمين مختلفي الكتلة يدوران حول مرجح خارج عنهما
- جسمين متفاوتي الكتلة -بشكل ملحوظ- يدوران حول مرجح داخل أكبرهما، مثل الأرض والقمر
- جسمين متفاوتي الكتلة -بشكل كبير جدا- يدوران حول مرجح داخل أكبرهما، مثل الشمس والأرض
- جسمين لهما نفس الكتلة يدوران حول مرجح خارجهما، في مدار إهليجي